# میتسویی او.اس.کی. لاینز

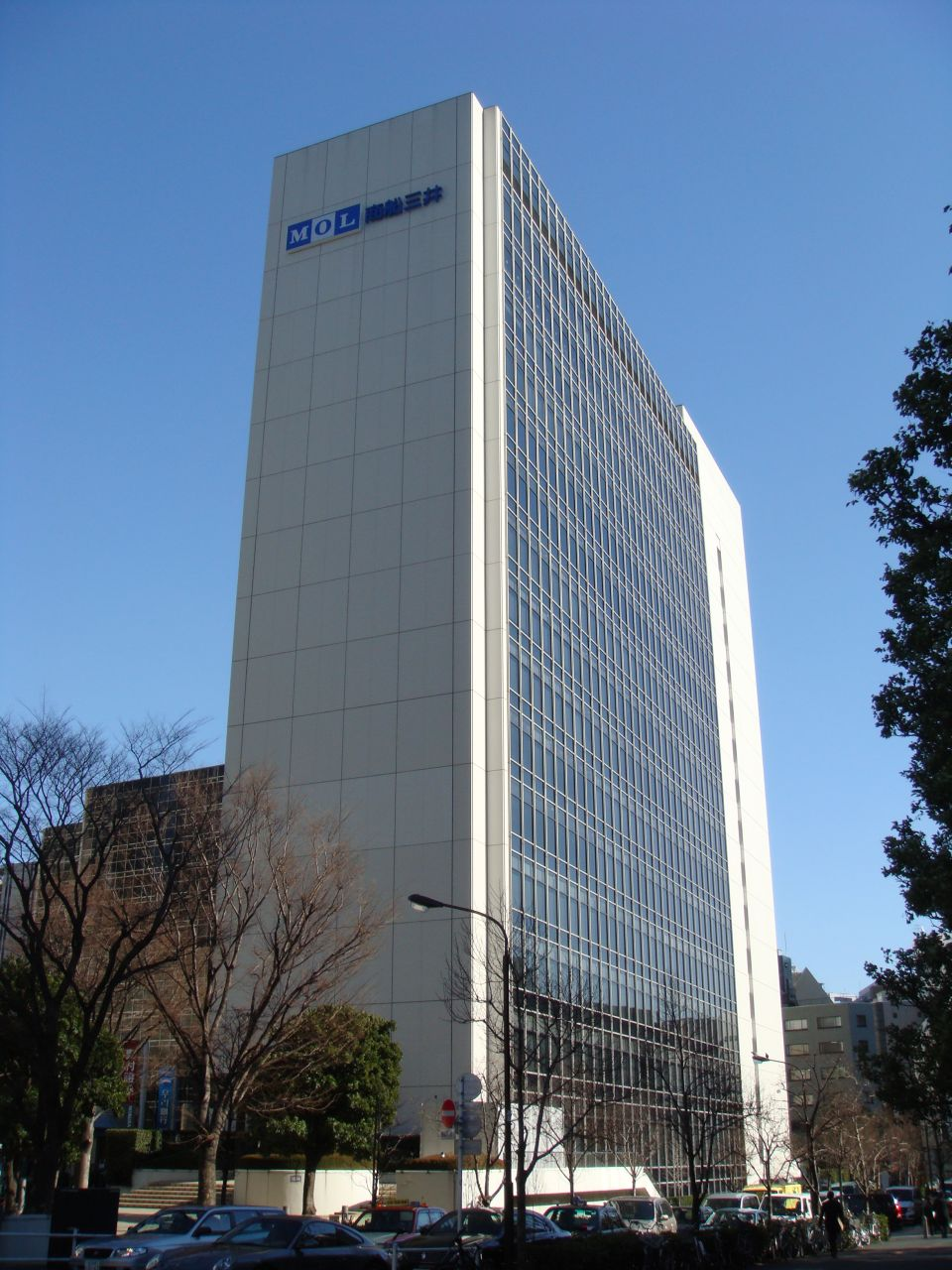
ساختمان دفتر مرکزی میتسویی او.اس.کی. لاینز

میتسویی او.اس.کی. لاینز (به ژاپنی: 商船三井) شرکت ترابری دریایی ژاپنی است، که از زیرمجموعه‌های گروه میتسویی به‌شمار می‌آید.
شرکت میتسویی او.اس.کی. لاینز در سال ۱۹۶۴ در پی ادغام شرکت‌های او.اس.کی (اوساکا شوسن کایشا) و میتسویی لاین تأسیس شد و در حال حاضر مالک ناوگان ترکیبی از ۷۰۰ کشتی مختلف شامل کشتی کانتینری، کشتی گردشی، کشتی فله‌بر، کشتی ال‌ان‌جی بر و کشتی نفت‌کش می‌باشد.
دفتر مرکزی این شرکت در شهر میناتو، توکیو، ژاپن قرار دارد و بخشی از سهام آن در بازارهای بورس توکیو، بورس فوکوکا، بورس ناگویا و بورس اوساکا معامله می‌شود.